# HTC-Highroad
HTC-Highroad var et amerikansk professionelt cykelhold (tidligere tysk), som tidligere har heddet Team Telekom, T-Mobile Team, Team High Road, Team Columbia-High Road og Team Columbia-HTC. I sæsonen 2009 bestod cykelholdet af 25 ryttere. 
Den 27. november 2007 meddelte sponsoren Telekom at de stopper samarbejdet med øjeblikkelig virkning. Det skete som reaktion på de massive dopingproblemer der i løbet af 2007 var blevet afsløret i cykelsporten.
Cykelholdet bestod i 2005 sæsonen af 27 ryttere, blandt andre Jan Ullrich, Erik Zabel, Rolf Aldag, Steffen Wesemann, Andreas Klöden, Alexander Vinokurov og Oscar Sevilla. Tidligere har holdet også bestået af forskellige danske ryttere såsom Bjarne Riis, Michael Blaudzun og Brian Holm, der kom til at arbejde på holdet som assisterende sportsdirektør.
Holdet var i mange år et af de mest succesfulde hold i professionel cykelsport. Blandt andet med sejren i Tour de France i 1996, hvor Bjarne Riis vandt løbet, og i 1997 hvor Jan Ullrich vandt løbet. De har også vundet Vuelta a España i 1999 hvor Jan Ullrich vandt.
Selve holdet var ejet af aktieselskabet Olaf Ludwig Cycling GmbH, der drev cykelholdet og hvor alle rytterne var ansat.

## Rytterne for 2010
|                   | Rytter            | Fødselsdag                |
| ----------------- | ----------------- | ------------------------- |
| Michael Albasini  | Michael Albasini  | 20. december 1980 (44 år) |
| Lars Bak          | Lars Bak          | 16. januar 1980 (45 år)   |
| Mark Cavendish    | Mark Cavendish    | 21. maj 1985 (39 år)      |
| Gert Dockx        | Gert Dockx        | 4. juli 1988 (36 år)      |
| Bernhard Eisel    | Bernhard Eisel    | 17. februar 1981 (44 år)  |
| Jan Ghyselinck    | Jan Ghyselinck    | 24. februar 1988 (37 år)  |
| Matthew Goss      | Matthew Goss      | 5. november 1986 (38 år)  |
| Bert Grabsch      | Bert Grabsch      | 19. juni 1975 (49 år)     |
| André Greipel     | André Greipel     | 16. juli 1982 (42 år)     |
| Patrick Gretsch   | Patrick Gretsch   | 17. april 1987 (37 år)    |
| Rasmus Guldhammer | Rasmus Guldhammer | 9. marts 1989 (36 år)     |
| Adam Hansen       | Adam Hansen       | 11. maj 1981 (43 år)      |
| Leigh Howard      | Leigh Howard      | 18. oktober 1989 (35 år)  |
| Craig Lewis       | Craig Lewis       | 10. januar 1985 (40 år)   |

|                     | Rytter              | Fødselsdag                 |
| ------------------- | ------------------- | -------------------------- |
| Tony Martin         | Tony Martin         | 23. april 1985 (39 år)     |
| Maxime Monfort      | Maxime Monfort      | 14. januar 1983 (42 år)    |
| Marco Pinotti       | Marco Pinotti       | 25. februar 1976 (49 år)   |
| František Raboň     | František Raboň     | 26. september 1983 (41 år) |
| Mark Renshaw        | Mark Renshaw        | 22. oktober 1982 (42 år)   |
| Vicente Reynès      | Vicente Reynès      | 30. juli 1981 (43 år)      |
| Michael Rogers      | Michael Rogers      | 20. december 1979 (45 år)  |
| Hayden Roulston     | Hayden Roulston     | 10. januar 1981 (44 år)    |
| Aleksejs Saramotins | Aleksejs Saramotins | 8. april 1982 (42 år)      |
| Marcel Sieberg      | Marcel Sieberg      | 30. april 1982 (42 år)     |
| Kanstantsin Siutsou | Kanstantsin Siutsou | 9. august 1982 (42 år)     |
| Tejay van Garderen  | Tejay van Garderen  | 12. august 1988 (36 år)    |
| Martin Velits       | Martin Velits       | 21. februar 1985 (40 år)   |
| Peter Velits        | Peter Velits        | 21. februar 1985 (40 år)   |

## Sejre
| Dato | Løb             | Sted              | Vundet            | Rytter              |
| ---- | --------------- | ----------------- | ----------------- | ------------------- |
| 1996 | Tour de France  | Danmark           | Sammenlagt        | Bjarne Riis         |
| 1997 | Tour de France  | Tyskland          | Sammenlagt        | Jan Ullrich         |
| 1999 | Vuelta a Espana | Tyskland          | Sammenlagt        | Jan Ullrich         |
| 2000 | Paris-Nice      | Tyskland          | Sammenlagt        | Andreas Klöden      |
| 2002 | Paris-Nice      | Kasakhstan        | Sammenlagt        | Alexander Vinokurov |
| 2003 | Paris-Nice      | Kasakhstan        | Sammenlagt        | Alexander Vinokurov |
| 2003 | Tour de Suisse  | Kasakhstan        | Sammenlagt        | Alexander Vinokurov |
| 2004 | Tour de Suisse  | Tyskland          | Sammenlagt        | Jan Ullrich         |
| 2006 | Tour de Suisse  | Tyskland          | Sammenlagt        | Jan Ullrich         |
| 2007 | Gent-Wevelgem   | Belgien           | –                 | Marcus Burghardt    |
| 2007 | ENECO Tour      | Holland · Belgien | Pointkonkurrencen | Mark Cavendish      |

## Udstyr
- Beklædning: Moa
- Cykler: Scott
- Gear: Shimano
- Hjul: Shimano

## Eksterne links
- Officielle hjemmeside Arkiveret 23. september 2020 hos  Wayback Machine